# Thianges
Thianges – miejscowość i gmina we Francji, w regionie Burgundia-Franche-Comté, w departamencie Nièvre.
Według danych na rok 1990 gminę zamieszkiwało 245 osób, a gęstość zaludnienia wynosiła 19 osób/km² (wśród 2044 gmin Burgundii Thianges plasuje się na 667. miejscu pod względem liczby ludności, natomiast pod względem powierzchni na miejscu 752.).